# Моя история
«Моя история» — второй студийный альбом Мурата Насырова, выпущенный в 1998 году на лейбле студии «Союз».
В марте 2014 года журнал «Афиша» включил альбом в редакционный список «30 лучших русских поп-альбомов».

## Об альбоме
В 1995 году вышел сингл Мурата Насырова «Шаг» на лейбле студии «Союз». В него вошли 3 трека: «Шаг…», «Это лишь сон», «Натали». В 1997 году вышел первый альбом «Кто-то простит», первый же сингл с этого альбома, песня «Мальчик хочет в Тамбов» стала большим хитом в России. В 1998 году вышел второй альбом «Моя история», песни «Южная ночь» и «Моя история» вошли в сборник «Союз 22». Песни «Лунные ночи» и «Туда-сюда» вошли в сборник «Союз 21» в 1997 году. На песни «Южная ночь», «Моя история», «Лунные ночи» и «Я — это ты» были также сняты видеоклипы, которые транслировались на всех музыкальных каналах страны.

## Отзывы критиков
Обозреватель журнала «Афиша» Булат Латыпов высоко оценил пластинку и отметил, что «одна из лучших и наиболее душераздирающих русскоязычных песен о жертвенной любви и полном растворении друг в друге „Я это ты“ является частью именно этого альбома».

## Список композиций
1. «Южная ночь» — 3:14
2. «Судьбинушка» — 4:01
3. «Моя история» — 4:04
4. «Лунные ночи (дуэт с Алёной Апиной)» — 3:37
5. «Я — это ты» — 4:02
6. «Мой ангел» — 4:23
7. «Туда-сюда» — 4:07
8. «Вчера» — 4:17
9. «Не казни» — 4:12
10. «Атуш» (уйгурская народная) — 4:08
11. «Кто-то простит (Remix)» — 4:40

## Видеоклипы
- Лунные ночи (1997)[5]
- Южная ночь (1998)[6]
- Моя история (1998)[7]
- Я — это ты (1998)[8]

## Участники записи
- Мурат Насыров — музыка и слова (2, 5, 6, 9, 11)
- Олег Молчанов — музыка (1)
- Аркадий Славоросов — слова (1)
- Кирилл Крастошевский — слова (3, 8)
- Дэйв Мак Рональд — музыка (4)
- Дик Баккер — музыка (4)
- Уилл Луикинга — музыка (4)
- Алёна Апина — слова (4)
- Игорь Зубков — музыка (7)
- Константин Арсенев — слова (7)
- Вадим Володин — аранжировка, мастеринг
- Тимур Ведерников — гармоника (2)
- Баглан Садвакасов — гитара (9)
- Илья Хмыз — аранжировка (11)
- Владимир Середин — имидж
- Сергей Васильев — имидж
- Виктор Дербенёв — дизайн
- Елена Кочегарова — менеджер проекта
- Владимир Осинский — микширование (2)
- Евгений Кочубей — микширование (5, 6, 9, 10)
- Влад Локтев — фотограф
- Кирилл Романов — фотограф